# Кашина, Анна Сергеевна
Анна Сергеевна Кашина (род. XX век) — преподаватель Школы ветеринарной медицины Пенсильванского университета, а также писатель.

## Биография
Родом из Москвы, она окончила школу № 57, Московский государственный университет, в 1994 году переехала в США и с тех пор там живёт.
В 2000 году она опубликовала свой первый фантастический роман «Принцесса Дагабада», который является первым в трилогии «Духи древних песков». Книга рассказывает о романе между арабской принцессой и её джинном, который становится её рабом, учителем и верным спутником. Кашина опубликовала ещё две книги в России, одну под псевдонимом Энн Овсянка. «Принцесса Дагабада» была её первой англоязычной публикацией.

## Англоязычные романы
- Принцесса Дагабада, Духи древних песков: КНИГА ПЕРВАЯ (2000)
- Богиня танца, Духи древних песков: КНИГА ВТОРАЯ (2012)
- Хозяйка солнцестояния(Фантастический роман, действие которого происходит в мире русского мифа) (2013)
- Клинки старой империи, Кодекс Мажат, КНИГА ПЕРВАЯ (2014)
- Гильдия убийц, Кодекс Мажат, КНИГА ВТОРАЯ (2014) (двукратный обладатель премии Prism Award 2015)
- Королева-убийца, Кодекс Мажат, КНИГА ТРЕТЬЯ (2016)
- Теневой клинок (2019)

## Романы на иностранных языках
- Хозяйка солнцестояния (Die Sonnwendherrin) (на немецком языке, Deutscher Taschenbuch Verlag, 2008 г.)
- Первый меч (Das Erste Schwert) (на немецком языке, Deutscher Taschenbuch Verlag, 2008 г.)
- Во имя королевы (на русском языке, Москва, НК, 1996)

## Предстоящие романы
- Лакримоза Даны: Официальная новеллизация (2023)